# Wikibooks

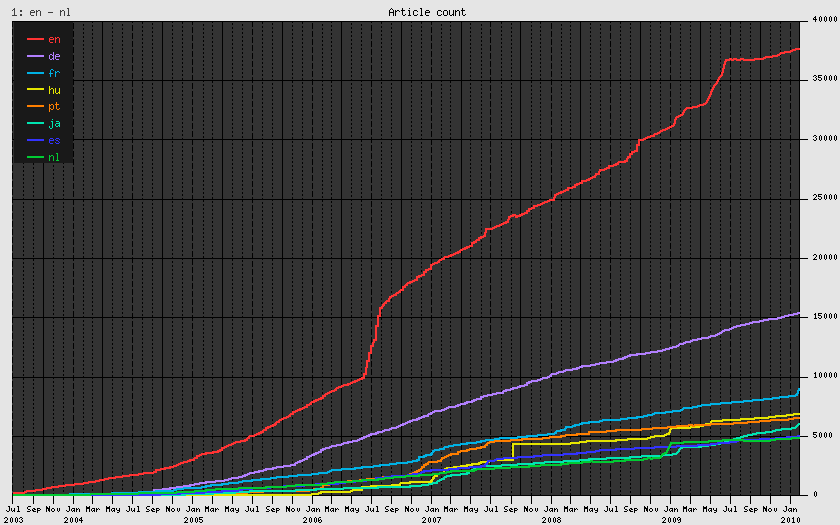
Sự phát triển của tám trang web Wikibooks lớn nhất (theo ngôn ngữ), tháng 7 năm 2003 – tháng 1 năm 2010

Wikibooks – từ ghép tiếng Anh của wiki và books (sách); trước đây cũng được gọi là Dự án Sách giáo khoa tự do của Wikimedia và Sách giáo khoa Wikimedia – là một trong những dự án liên quan với Wikipedia của Quỹ Hỗ Trợ Wikimedia, nó bắt đầu vào ngày 10 tháng 7 năm 2003.
Dự án Wikibooks là thư viện đựng sách giáo khoa, sổ tay và nhiều loại bản văn khác, tất cả tự do. Như Wikipedia, website đó là wiki, tức là tất cả mọi người có thể sửa đổi trang nào bằng cách bấm cái nút "sửa đổi" ở trên các trang ở Wikibooks.
Nó được bắt đầu khi Karl Wick, một thành viên Wikipedia, xin một chỗ để viết sách giáo khoa nội dung mở (gọi là wikibook) về hóa học hữu cơ và vật lý học, để giảm bớt nhiều trở ngại về học hành như là giá cao.
Một số sách đầu tiên được viết hoàn toàn mới, và một số khác bắt đầu được chép từ những sách có nội dung tự do khác trên Internet. Cả nội dung của Wikibooks được phát hành theo Giấy Phép Sử Dụng Văn Bản Tự Do GNU. Những đóng góp vẫn của người đóng góp, nhưng bản quyền copyleft đó cho phép là bất cứ lúc nào cả nội dung cũng sẽ được phân bố và chép, cho cộng tác tiếp.
Website đó đang cố gắng viết vài sách giáo khoa đầy đủ bằng vài ngôn ngữ. Những người thành lập dự án mong là nếu có sách đủ thì người thường sẽ thăm Wikibooks và đọc những sách ở đấy.

## Dự án phụ
Đã có hai dự án phụ ở Wikibooks: Wikijunior và Wikiversity. Dự án Wikijunior (tên tạm) đang viết sách dạy cho trẻ nhỏ, có thể được xem trên mạng và có thể được in ra. Wikiversity là cộng đồng tự do để học và nghiên cứu. Wikiversity đã được tách ra thành dự án độc lập.
Wikijunior là một tiểu dự án của Wikibooks chuyên về sách dành cho trẻ em. Dự án bao gồm cả tạp chí và trang web, và hiện đang được phát triển bằng tiếng Anh, tiếng Đan Mạch, tiếng Phần Lan, tiếng Pháp, tiếng Đức, tiếng Ý, tiếng Nhật, tiếng Tây Ban Nha và tiếng Ả Rập. Nó được tài trợ bởi một khoản trợ cấp từ Quỹ Beck.